# Ada (pleme)
Ada, jedno od plemena u području jugoistočne Gane na ravnicama istočno od Accre. Srodni su plemenima Ningo (Nugo), Prampram (Gbugbla), Kpone, Shai, Yilo Krobo, Manya Krobo i Osudoku s kojima čine širu skupinu Dangme ili Adangme. Govore dijalektom jezika adangme.